# Kiwi
Kiwi – monotypowy rząd Apterygiformes z podgromady ptaków nowoczesnych Neornithes. Obejmuje rodzinę Apterygidae z dwoma rodzajami: Proapteryx, obejmującym jeden wymarły gatunek, oraz Apteryx, obejmującym pięć współcześnie żyjących gatunków.

## Systematyka
W rzędzie Apterygiformes wyróżniana jest jedna rodzina (Apterygidae), do której należą dwa rodzaje i następujące gatunki:
- Apteryx
- Proapteryx[3] – jedynym przedstawicielem jest wymarły Proapteryx micromeros

W niektórych klasyfikacjach nie wydziela się odrębnego rzędu Apterygiformes, a rodzina Apterygidae jest umieszczana w rzędzie strusi (Struthioniformes).

## Charakterystyka
Współcześnie żyjący przedstawiciele grupy to nielotne gatunki lądowe, zamieszkujące wyłącznie Nową Zelandię. Ptaki te mają następujące cechy:
- krępa budowa
- brak ogona
- długi, giętki dziób z otworami nosowymi na końcu
- czteropalczaste, stosunkowo krótkie, lecz silne nogi
- krótka, gruba szyja
- skrzydła szczątkowe o długości 5 cm, niewidoczne między piórami (nieloty)
- pióra włosokształtne
- słaby wzrok, silnie rozwinięty słuch i węch
- samice o 20% większe od samców
- 35–65 cm długości[7], masa do 3,5 kg

Żyjący we wczesnym miocenie (ok. 16–19 mln lat temu) gatunek Proapteryx micromeros znany jest tylko z prawej kości udowej oraz lewej kości kwadratowej odkrytych w osadach formacji Bannockburn na terytorium Nowej Zelandii. Zachowane kości wskazują, że P. micromeros był mniejszy od współczesnych kiwi; jego masę autorzy jego opisu szacują na od 234,1 do 377 gramów, czyli kilkakrotnie mniej niż wynosi masa najmniejszego współczesnego kiwi, kiwi małego. Rozmiary kości kwadratowej P. micromeros były porównywalne z rozmiarami kości kwadratowych u kiwi małych, co sugeruje, że oba gatunki miały porównywalne rozmiary głowy; natomiast kość udowa P. micromeros była mniejsza i cieńsza od kości udowych kiwi małego (średnica trzonu kości udowej P. micromeros wynosiła około połowy średnicy trzonu kości udowych kiwi małego), co wskazuje, że gatunek ten miał proporcjonalnie mniejsze kończyny tylne niż współczesne kiwi. Autorzy opisu P. micromeros zwracają uwagę, że w większości przypadków ptaki z gatunków zdolnych do lotu są mniejsze i mają proporcjonalnie mniejsze tylne kończyny od spokrewnionych z nimi gatunków nielotnych; zdaniem autorów sugeruje to, że Proapteryx micromeros, inaczej niż współczesne kiwi, mógł być zdolny do lotu.
Współcześnie żyjący przedstawiciele grupy żywią się zarówno bezkręgowcami, jak i pokarmem roślinnym. Prowadzą nocny tryb życia. Składają jedno do dwóch jaj, które przez 75 do 80 dni wysiaduje samiec, który również opiekuje się młodymi (zachowuje się podobnie jak kura domowa, czyli wskazuje miejsca do żerowania, rozgrzebuje ściółkę itp.). Dojrzewają długo, co najmniej dwa lata.
Wbrew łagodnemu wyglądowi potrafią zaatakować intruza na swoim terytorium, nawet pazurami. Zdarza się to rzadko, bo swoją obecność oznajmiają donośnymi okrzykami. Gdy śpią, trzymają głowę przy swoim szczątkowym skrzydle. Spadek populacji wynosi około 5% rocznie. Niszczą ją ssaki przywiezione tu przez człowieka.

## Rozmnażanie
Kiwi dobierają się w zależności od dostępności partnera do rozrodu ze względu na ograniczające bądź korzystne proporcje płci. Dobór ten jest uwarunkowany kosztami i korzyściami płynącymi z odejścia od modelu opieki nad posiadanym potomstwem (szczególnym ograniczeniem jest w tym przypadku wysoka inwestycja przedkopulacyjna). Większość kiwi pozostaje wiernie w długotrwałych związkach. Jednocześnie, w jednej populacji, co roku, połowa wszystkich par rozstaje się. Populacje kiwi są w większości zwarte, z przewagą samic i kompletnym brakiem behawioru terytorialnego.
Kiwi są świetnym przykładem osobników o ogromnej inwestycji rodzicielskiej,  z samicami produkującymi duże i wysoko białkowe, kosztowne energetycznie jaja, które wysiadywane są wyłącznie przez samce przez okres 3 miesięcy.
Kiwi uważane były za gatunki żyjące samotnie i prowadzące wyłącznie długo trwające monogamiczne związki. Jednak ostatnie badania odkryły różnorodność w parowaniu i systemach społecznych, a także odchylenia od wysiadywania jaj przez jednego rodzica (wyłącznie samca).
W związku z ich dużym wkładem w rodzicielstwo, kiwi oferują rozpatrywanie przed- i pokopulacyjne jako decydujące w ich systemie doboru. Istnieją przede wszystkim dwie, niewykluczające się drogi wyjaśniające ewolucję systemu doboru u kiwi.
1. Systemy doboru mogą zależeć głównie od ograniczonego rodzenia się osobników jednej z płci, co z kolei może zależeć od ograniczonej produkcji i występowania niezbędnych do życia źródeł. W takiej sytuacji środowisko determinuje potencjał poligamiczny populacji[17].
2. U przedstawicieli wykazujących opiekę nad potomstwem, systemy doboru i parowania mogą zależeć przede wszystkim od kosztów i korzyści z porzucenia potomstwa przez jedną z płci[16][18][19][20].

Konieczność wychowywania potomstwa przez jednego lub oboje rodziców, alternatywni partnerzy pojawiający się w wypadku opuszczenia, oraz czas (zgranie czasowe) wkładu rodzicielskiego wpływają na dostosowanie skuteczności rodzicielskiej – stąd ewolucja strategii seksualnych. Dodatkowo, stopień w jakim zaangażowanie prekopulacyjne jednej płci (np. produkcja gamet) ogranicza możliwości wylęgowe, może wpływać na to czy opiekę rodzicielską będzie wykazywał osobnik tej, czy drugiej płci.
Jeśli produkcja partnerów jest głównym czynnikiem kształtującym strategie reprodukcyjne kiwi spodziewalibyśmy się, że system parowania kiwi zmienia się wraz z danymi stosunkami płci w populacji. W populacjach z przewagą samic, stosunek płciowy powinien kierować się w stronę poligynii, która w takiej populacji powinna się pojawić. Podczas gdy w populacjach z przewagą samców, powinna się pojawić poliandria. W zbalansowanej proporcjonalnie płciowo populacji, monogamia powinna być preferowana.
Alternatywnie do powyższych założeń powinniśmy się spodziewać, że systemy parowania mogą być zależne tylko i wyłącznie od względnych ograniczeń obu płci w związku z ich rodzicielskim wkładem. Na przykład, wśród ptaków u których tylko jeden rodzic wykazuje opiekę nad potomstwem, najczęściej występuje poliandria, z racji tego, że samice mogą wówczas składać jaja dla kolejnych partnerów (poprzedni wysiadują poprzednio złożone). Jeśli samica jest silnie zaangażowana w pojedynczy lęg, może zrezygnować z opieki rodzicielskiej ze względu na ograniczenia energetyczne. Samica musi odpocząć i odzyskać siły, podczas gdy jej partner wysiaduje złożone jaja. W takiej sytuacji również monogamia powinna być preferowana. Wśród gatunków wykazujących długo trwające związki, wskaźnik rozstań jest bardzo ważnym elementem systemu parowania, z silnym wpływem na dostosowanie jednego lub obojga rodziców.